# مسمبرین
مسمبرین (به انگلیسی: Mesembrine) با فرمول شیمیایی ۲۸۹٫۳۷ یک ترکیب شیمیایی با شناسه پاب‌کم ۱۹۳۲۹۶ است. 